# مهدي رسام
الشاعر والناقد اليمني مهدي احمد رسام شاعر غنائي يمني وعضو لجان تحكيم الشعر النبطي العربي في أكثر من برنامج أبرزها مسابقة شاعر الشعراء دمشق سوريا ولد الشاعر مهدي رسام في قرية الخربة منطقة الرياشية محافظة الضالع في عام 1973 وسط اليمن حيث تلقى دراسته الابتدائية في مدرسة الثورة في قرية الصوفة وينتمي لأسرة يمنية فلاحين والده عضو الجبهة القومية في ما كان يسمى بالجنوب اليمني من العام 1951 عدن هاجر في وقت مبكر إلى المملكة العربية السعودية حيث يقيم فيها من عام 1987 من المهتمين في معرفة تراث اليمن الأدبي الشعبي ومن أبرز مؤسسي الملتقى الأول لشعراء اليمن الشعبيين صنعاءوتغنى له عدد من نجوم الفن اليمني والعربي